# 李箕永
李箕永（韓語：이기영，1895年—1984年8月9日），朝鲜小说家。其代表作有《故乡》、《土地》等，主要反映乡村平民的生活和无产阶级运动。

## 生平
李箕永出生于朝鲜忠清南道牙山郡一个贫农家庭，是家中的长子。李箕永家贫无钱上学。跟随一位老先生阅读了大量的古代文学作品。十一岁时母亲在饥荒中去世。十八岁时背井离乡，在朝鲜南方的码头和工地流浪，做过苦力、矿工。1917年皈依了基督教。1921年4月李箕永前往日本，半工半读，高尔基的作品对他影响较大。1923年因关东大地震中断学业，离开日本回国。
1924年李箕永在《开拓》杂志上发表了《哥哥的秘密来信》从此踏入文坛。1925年赵明熙推荐李箕永到《朝鲜之光》担任编辑。同年，李箕永和崔曙海等人加入了刚组建的朝鲜无产阶级艺术同盟（KAPF，简称卡普），负责出版部的工作。面对当时文学界内李光洙和金东仁的争论，李箕永开始应用平民视角来描写日常生活，他的名作《故乡》开始在《朝鲜日报》上连载。1930年起“卡普”的影响越来越大，引起了朝鲜总督府的警觉。1931年夏，警察搜捕卡普作家，李箕永入狱半年。1933年《故乡》单行本出版。1934年朝鲜总督府解散了卡普，逮捕了二百多名作家，李箕永再次被捕，1936年1月出狱。
出狱后的李箕永没有了工作，也不能写作。几年后的1939年，他违心的加入了日本控制的朝鲜作家协会，但和其他会员时有冲突。1944年他宣布封笔，避居江原道金刚郡并武里的一个乡村务农。1945年8月朝鲜解放后，李箕永加入了朝鲜无产阶级文学同盟，继续进行文学创作。1955年获得朝鲜颁发的劳动勋章。之后曾任朝鲜最高人民会议副议长和朝鲜文学艺术总同盟委员长。

## 主要作品
- 《民村》（1925）
- 《鼠火》（1933）
- 《故乡》（1933），以20世纪20年代末的朝鲜农村为背景，描写受压迫的贫苦人民的觉醒，新一代农民的成长、城市工人的罢工以及工人和农民之间的相互支援。
- 《开辟》（1946）
- 《土地》（1948）
- 《江岸村》（1954）
- 《豆满江》（1954、1957），历史小说，以贫苦农民朴熊孙父子两代人的生活道路为主线，反映了19世纪末到20世纪前期的朝鲜民族解放斗争。